# Balaji Telefilmes
A Balaji Telefilms é uma produtora de televisão indiana, fundada por Ekta Kapoor e sua família. A empresa ganhou fama por produzir uma variedade de telenovelas populares, principalmente em hindi. Também é conhecida por seus dramas intensos e melodramáticos, como Kyunki Saas Bhi Kabhi Bahu Thi e Kasautii Zindagii Kay.
Além de programas de televisão, a Balaji Telefilms também se aventura na produção de filmes e conteúdos digitais, incluindo web séries por meio de sua divisão digital, ALTBalaji.

## História
Fundada em 1994, a Balaji Telefilms começou como uma pequena produtora de televisão e rapidamente se tornou uma das maiores e mais influentes do setor. A empresa se destacou por suas produções inovadoras e por popularizar o formato de novelas na Índia. O sucesso dos seus primeiros programas ajudou a consolidar a marca e a expandir suas operações para outras áreas do entretenimento. No início dos anos 2000, expandiu suas operações para o setor cinematográfico, produzindo filmes que variam de comédias para dramas e romances.  
Com o crescimento das plataformas de streaming, a Balaji Telefilms lançou o ALTBalaji em 2017. Este serviço de streaming oferece uma variedade de web séries e programas digitais que atendem a diferentes gostos e interesses. A ALTBalaji tem se destacado por suas produções originais e por oferecer conteúdo que vai além dos limites da televisão tradicional.